# Chutes Narada
Les chutes Narada, en anglais Narada Falls, sont une chute d'eau de 57 mètres de haut présente à l’intérieur du parc national du mont Rainier dans l’État de Washington au nord-ouest des États-Unis. La cascade se forme sur la Paradise River. Il s’agit d’une des cascades les plus connues du parc, car la route d’État 706 passe entre ses deux sauts.
Le pont des Chutes Narada se situe à proximité.
Le mot Narada est un terme Hindou signifiant « pure ». En hiver, la cascade est régulièrement gelée.